# Andrzej O. Nowakowski
Andrzej "Olaf" Nowakowski (ur. 1947) – polski rysownik, twórca komiksów. Autor rysunków m.in. do serii Doman.

## Życiorys
Jeden z najpopularniejszych polskich rysowników lat 80. XX w. Sławę przyniosły mu przede wszystkim albumy: Noc sprawiedliwych pięści, Zemsta Harpera, a zwłaszcza seria Doman. Ta ostatnia nawiązywała do podań i legend staropolskich. Autorami scenariusza, w zależności od zeszytu, byli Janusz Florkiewicz, Krystian Nowakowski i Mariusz Piotrkowski.
Obok komiksów Andrzej Nowakowski tworzył ilustracje i oprawy graficzne dla takich wydawnictw jak Krajowa Agencja Wydawnicza, Młodzieżowa Agencja Wydawnicza, Interpress, Orbita czy Pomorze. Publikował na łamach „Dziennika Wieczornego” (w którym debiutował), „Fantastyki”, „Świata Młodych”, „Szpilek”, „Expressu Ilustrowanego”, „Polityki”, „Panoramy”, „Życia Warszawy” i „Dziennika Łódzkiego”.
"Olaf" to jego pseudonim. 